# Карен (имя)
Восточноармянская транслитерация мужского армянского имени Каре́н с западноармянского аналога — Гаре́н.
По одной из версий, армянское мужское имя Карен (Կարեն) происходит от имени Кар (арм. Կար) — древнего дохристианского армянского мужского имени, которое носил один из армянских царей Кар Айказуни (Կար Հայկազունի, XV в—1375 до н. э., династия Айкидов). Он упоминается в дошедших до наших дней хеттских клинописных источниках под именем Каранни как царь соседнего с хеттами государства Хайаса.
[Книга “Царица Армянская” (Предисловие), автор Серо Ханзадян: «Дед мой отправился в Хайасу, а отец мой был с ним. Дед достиг Страны Хайасы, чтобы сразиться с царем Хайасы Каранни в битве за Куммаху. (Из летописи царя хеттов Суппилулиума, 1347 г. до н. э.)».]
Корень и слово «КАР» (арм. քար), означающие «камень», в армянском языке (и в дохристианской Армении и в христианской Армении) имеют целый ряд важных и существенных символических и ассоциативных значений и образов, в том числе священных, мистических, основополагающих, упорядочивающих, управленческих, сбалансированных, гармонизированных. Имеется множество слов с основой «КАР», отражающих функции и особенности управления: «КАРГОН» — (в переводе с армянского) «властелин», «аристократия», «КАРАВАРИЧ» — (в переводе с армянского) «заведующий», «руководитель», «управляющий». «КАРАВАРЕЛ» — (в переводе с армянского) «управлять» (дословный перевод — умение катить/тащить камень: «КАР» — камень, «ВАРЕЛ» — тащить или катать).
По другой версии, имя «Карен» — это древнеарийское армяно-парфянско-персидское имя, которое ведёт своё происхождение от парфянского Князя-Правителя по имени Карен.
Имя «Карен» – в Персидском, Армянском и Парфянском восприятии — означает (по персидский) «Храбрый (или Доблестный) Человек». А если брать слово в буквальном понимании, то (в персидском языке) корню «кар» (کار) - эквивалентны русские слова «работа» или «дело», а с суффиксом, буквальное значение - «тот, кто видит/выполняет работу/дело».
В Персидской империи существовали «Карин-Пахлевиды» — один из семи «персидских домов» (кланов), возводивший своё происхождение к династии Арсацидов (Аршакидов), царей Парфии (наименование «Пахлав» означает «Парфия»).
О династии Аршакунов (Аршакуни) живший в пятом веке историк Мовсес Хоренаци (на чьи труды опираются многие поздние историки за пределами Армении) в своём знаменитом труде «История Армении» написал: «68 — О царских родах, из которых выделились парфянские племена Святое Писание указывает нам на Авраама как на двадцать первого патриарха, начиная от Адама; от него пошло племя парфян. Ибо говорится, что по смерти Сарры Авраам взял в жены Кетуру, от которой родились Емран и его братья, коих Авраам при своей жизни отделил от Исаака и отправил в восточную страну. От них происходит племя парфян, и из числа последних был Аршак Храбрый, который, отложившись от македонян, процарствовал в Стране кушанов тридцать один год. После него (царствовал) его сын Арташес — двадцать шесть лет, затем сын последнего Аршак, прозванный Великим, который убил Антиоха и поставил царем в Армении своего брата Валаршака, сделав его вторым после себя (лицом). Сам он отправился в Бахл и вершил там царскую власть пятьдесят три года. Поэтому и его потомки получили название Пахлавов, как (потомки его) брата Валаршака — Аршакуни, по имени предка. Пахлавские же цари — следующие. После Аршака царство унаследовал Аршакан, в тридцатом году правления царя Армении Валаршака, и правил тридцать лет; затем Аршанак — тридцать один год; вслед за ним Аршез — двадцать лет; после него Аршавяр — сорок шесть лет. У него, как я сказал выше, было три сына и одна дочь, которые звались: старший — Арташес, второй — Карен, третий — Сурен; дочь же носила имя Кошм».
Армянская царская династическая ветвь парфянских Арсацидов (Аршакидов) — Аршакуни правила определённый период времени Великой Арменией (Армянские Аршакиды/Аршакуни/Аршакяны, с 52 по 428 гг.). Вторая ветвь династии парфянских Арсацидов (Аршакидов) правила Иберией (Аршакиды Иберии, с 189 по 284 гг. н. э.). Третья ветвь династии парфянских Арсацидов (Аршакидов) правила Кавказской Албанией (Арраншахи или Албанские Аршакиды, с I по VI вв. н. э.).
Люди дома «Карен-Пахлеви» считаются потомками фольклорного/мифологического персонажа по имени Карен, сына не менее мифического «кузнеца Каве» из персидской/иранской мифологии, возглавлявшего популярное в народе военное сопротивление против насилия со стороны безжалостного чужеземного правителя Захака. Одна из ветвей династии Пахлеви/Пехлеви обосновалась в Великой Армении, начиная с князя Камсара Пахлеви (ум. 314 или 325 г.). Потомки князя Камсара Пахлеви в Великой Армении стали именоваться Камсаракан (арм. Կամսարական) и получили титул нахараров (армянского дворянского рода). Армянский дворянский род Камсаракан ведёт свою историю от Карен-Пахлевидов — одного из семи великих и могущественных «домов» династии парфянских Аршакидов (об этом говорится у историка пятого века Мовсеса Хоренаци).
Армянский дворянский род Камсаракан (потомки парфянского «дома» Карен-Пахлеви), обосновавшись и ассимилировавшись в Великой Армении после III века, сыграл немаловажную роль в истории Армении.
«(Царь Армении Хосров) Открыв у себя убежище отраслям свергнутого рода и их приверженцам, в числе которых прибыл в Армению Камсар, родоначальник князей Камсаракановых (прозвище Камсар произошло от формы головы, потерявшей обыкновенную округлость, как говорят, вследствие удара секирою), Хосров, собирая большую армию, в то же время обратился за помощью к римскому императору Филиппу Аравитянину…» [История Армении — Период III (149 до Р. X.—433 по Р. X.), автор Виктор Афанасьевич Абаза. С.Петербург: Типография И. Н. Скороходова, 1888.]
Династия Камсараканов (Карен-Пахлеви) получила в Великой Армении две территории, которыми она управляла: Айрарат-Аршаруник и Ширак. В один из периодов армянской истории армянский дворянский род Камсаракан занимал второе место среди нахараров Армении по своей политической и военной мощи. О политическом весе армянских нахараров Камсараканов (потомков «дома» Карен-Пахлеви) пишет в V веке Мовсес Хоренаци. О времени прихода в Армению князя Карена (Каренеанов), от которого образовался армянский нахарарский род Камсараканов, и о Карене историк пятого века Мовсес Хоренаци упоминает в своей «Истории Армении» (Մովսէս Խորենացի Հայոց Պատմութււն). Об армянском нахарарском роде Камсаракан (потомках Карена) Мовсес Хоренаци также пишет в «Истории Армении».
Имя Карен упоминается и в «Истории Армении» армянского историка конца IV—V веков Фавстоса Бузанда  [название его сочинения по рукописям: «Книга памятных преданий Бузандаран»]. «История Армении», Глава XIV, Фавстос Бузанд: «Итак, великие нахарары, съехавшись в одно место, устроили собрание, держали совет и уговорили царя вызвать старца Даниила к себе в стан и назначить его главою и руководителем над ними, и посадить его на патриаршеский престол. К нему послали князя Зомна из рода Сахаруни, Артавана, князя Ванандского, князя Карена из рода Аматуни и князя Вараза из рода Димаксян.».
По поводу так называемой «арабской версии» происхождения мужского армянского имени Карен можно четко сказать, что задолго до появления на исторической сцене арабов (VII век нашей эры) как весомой политической силы (когда разрозненные племена арабов, с возникновением ислама в VII веке, вышли за пределы Аравийского полуострова и начали арабские завоевания, в результате которых был создан Халифат) — имя Карен уже было хорошо известно в древнем армянском государстве на территории Армянского нагорья, а также на всей огромной территории Персидской империи Ахеменидов (550—330 до н. э.), и территории Парфянской империи (250 до н. э. — 227 г.). Таким образом, попытка приписать происхождение мужского армянского имени Карен к арабскому слову — полностью лишена серьезных исторических обоснований. Уже намного позже, лишь после VII века нашей эры, из-за «прихода и засилья» ислама и арабов (Арабские завоевания), а позже, в X—XIII веках нашей эры, вторжения (в Хорезм, Иран, Армянское нагорье, Закавказье, Анатолию и т. д.) тюркских племен — турок-сельджу́ков и турок-османов (пришедших с берегов Сыр-Дарьи в Средней Азии и нынешней территории Туркменистана), и насильственного вытеснения в этом регионе древних исконных культов и традиций, мужское древне-арийское имя Карен (как и ряд других армяно-парфянских имён) сохранилось только у армян.
Женские имена Карен и Карин (ударение на первом слоге), ставшие популярными в Западной Европе и Северной Америке с 1940-х годов.en:Karen (name)
Эти имена — сокращение в английском варианте датской формы женского имени Катерина (Katherine) → Карен (Karen) [Katherine -> variants: Caja (Danish), Kaia (Norwegian), Caren, Caryn, Karena, Karyn, Kerena (English)].